# 光石衛
光石 衛（みついし まもる、1956年9月1日 - ）は、日本の工学者。岡山県出身。
独立行政法人大学改革支援・学位授与機構理事、日本学術会議会長、東京大学名誉教授、早稲田大学次世代ロボット研究機構客員上級研究員（研究員客員教授）、帝京大学先端総合研究機構特任教授、DMG森精機株式会社社外取締役。

## 経歴
- 1986年東京大学工学部産業機械工学科・講師
- 1987年-1988年 ドイツ シュトッツガルト フラウンフォファー生産技術と自動化に関する研究所（Fraunhofer Institut fuer Produktions-technik und Automatisierung: IPA）客員研究員
- 1989年東京大学大学院工学系研究科産業機械工学専攻・助教授
- 1999年東京大学大学院工学系研究科産業機械工学専攻・教授
- 2009年東京大学大学院工学系研究科機械工学専攻・教授（専攻統合による）
- 2012年-2014年東京大学大学院工学系研究科・副研究科長
- 2013年-2017年東京大学教育研究評議員
- 2014年-2017年東京大学大学院工学系研究科・研究科長、東京大学工学部長
- 2017年‐2021年東京大学大学執行役・副学長
- 2022年4月より独立行政法人大学改革支援・学位授与機構理事
- 2022年4月より帝京大学先端総合研究機構特任教授
- 2022年4月より早稲田大学次世代ロボット研究機構客員上級研究員（研究員客員教授）
- 2022年より東京大学名誉教授

## 学歴
- 1975年3月 岡山県立岡山操山高等学校卒業
- 1975年4月 東京大学教養学部理科二類入学
- 1979年3月 東京大学理学部物理学科卒業
- 1979年4月 東京大学工学部舶用機械工学科学士入学
- 1981年3月 東京大学工学部舶用機械工学科卒業
- 1981年4月 東京大学大学院工学系研究科機械工学専攻修士課程入学
- 1983年3月 東京大学大学院工学系研究科機械工学専攻修士課程修了
- 1983年4月 東京大学大学院工学系研究科機械工学専攻博士課程進学
- 1986年3月 東京大学大学院工学系研究科機械工学専攻博士課程修了